# 5470 Куртліндстром
5470 Куртліндстром (5470 Kurtlindstrom) — астероїд головного поясу. Відкритий 28 січня 1988 року Робертом Макнотом. Названий на честь Курта Ліндстрома (Kurt Leighton Lindstrom) — виконавчого директора місії New Horizons.
Тіссеранів параметр щодо Юпітера — 3,099.